# Frente dos Revolucionários de Raqqa
A Frente dos Revolucionários de Raqqa (árabe: جبهة ثوار الرقة‎, Jabhat Thūwwār ar-Raqqah) é um grupo armado, participante na Guerra Civil Síria, aliado das milícias curdas das Unidades de Protecção Popular e membro das Forças Democráticas Sírias.

## História
O grupo foi fundado em 2012, com o nome de "Brigadas Revolucionárias de Raqqa", e, inicialmente, o grupo tinha uma linha próxima do islamismo, como exemplificado pelo seu moto inicial: "Não há nenhuma divindade sem ser Alá, e Maomé é o mensageiro de Alá.". Até 2013, as brigadas tinham uma aliança com a Jabhat Al-Nusra, mas, com a emergência do Estado Islâmico, a aliança acabou, com as Brigadas a lutarem contra os militantes islâmicos.
A partir de 2014, a Brigada foi-se afastando da sua linha islamista, fazendo uma aliança com diversos tribos árabes na província de Raqqa, seguindo uma linha mais secular e, acima de tudo, começando a aproximar-se das milícias curdas das Unidades de Proteção Popular, participando em diversas ofensivas contra o ISIS, ao lado das forças curdas.
Em 2015, as brigadas juntaram-se com diversas tribos da zona de Raqqa, alterando o seu nome para "Frente dos Revolucionários de Raqqa", e, anunciando a sua adesão às Forças Democráticas Sírias.
Em finais de 2016, com o início da Campanha de Raqqa (2016-2017), o grupo afastou-se dos planos definidos pelas Unidades de Proteção Popular, o que levou a uma forte tensão entre os grupos, mas, um acordo foi alcançado, ficando estipulado que a Frente iria ter um importante papel político na cidade de Raqqa, após esta ser libertada do ISIS.